# Ерне Шварц
Ерне Шварц (угор. Ernő Schwarz, 27 жовтня 1904, Будапешт — 19 липня 1974, Нью-Йорк) — угорський футболіст, що грав на позиції нападника. Виступав, зокрема, за клуби «Ференцварош» та «Хакоах» (Відень), а також національну збірну Угорщини. Чемпіон Австрії і володар кубка Угорщини.
По завершенні ігрової кар'єри — тренер і менеджер, що вніс значний внесок у розвиток футболу у США.

## Клубна кар'єра
Народився 27 жовтня 1904 року в місті Будапешт. Вихованець футбольної школи клубу «Ференцварош». Дорослу футбольну кар'єру розпочав у сезоні 1920-21 років в основній команді того ж клубу. Швидко став гравцем основи і одним з бомбардирів, відзначившись 13-ма голами у чемпіонаті, у якому команда посіла третє місце.
У наступному сезоні 1921-22 «Ференцварош» посів друге місце, а Шварц відзначився 16-ма голами і разом з Міхаєм Патакі став найкращим бомбардиром своєї команди. Крім того, клуб став переможцем відновленого у тому році кубка Угорщини. Ерне зіграв 3 матчі і забив 7 голів, серед яких один у першому фінальному матчі з «Уйпештом», що завершився нічиєю 2:2. У переграванні Шварц не грав, бо уже залишив команду. У складі «Ференцвароша» загалом за два сезони з врахуванням товариських ігор зіграв 76 матчів, у яких забив 68 голів.
В 1922 році Шварц перебрався до команди «Маккабі» (Брно), у складі якої виступав до 1923 року. Клуб був створений в 1919 році і був серед числа так званих єврейських спортивних клубів. «Маккабі» не виступав у місцевому чемпіонаті, а проводив турне Європою. Клуб на цьому заробляв хороші гроші, завдяки чому платив високі зарплати своїм гравцям. Основу «Маккабі» складали футболісти з Угорщини.
Згодом з 1923 по 1926 рік грав у складі команди «Хакоах» (Відень), де разом з ним також виступало немало співвітчизників, найвідоміші з яких Бела Гуттманн і Йожеф Ейзенхоффер. У 1925 році виборов титул чемпіона Австрії, відзначившись п'ятьма голами у 14 матчах.
У 1926 році, як і багато інших тогочасних угорських футболістів єврейського походження, перебрався до США, де грав у командах «Нью-Йорк Джантс», «Нью-Йорк Хакоах» та «Хакоах Олл-Старз». Американська ліга того часу була професіональною і досить сильною, завдяки футболістам вихідцям з Британії і легіонерам з Європи. У 1928 році, під час турне Америкою клубу «Глазго Рейнджерс», Шварц отримав запрошення приєднатись до складу шотландської команди, але у підсумку не отримав дозволу на працевлаштування у Великій Британії. У складі «Нью-Йорк Хакоах» у 1929 році став другим у Східній лізі, а також став переможцем відкритого кубку США. У фінальному матчі проти клубу «Сент-Луїс Медісон Кеннел» «Хакох» здобув перемоги з рахунками 2:0 і 3:0, а Шварц забив перший гол у другому матчі.
1931 року Шварц став одним із засновників клубу «Нью-Йорк Американс», а також його граючим тренером. Став з командою переможцем чемпіонату США у 1936 році, володарем відкритого кубку США у 1937 році і фіналістом у 1933 році. Завершив кар'єру гравця у 1937 році після перелому ноги.
| Дата       | Місто     | Господарі | Результат | Гості    | Турнір           | Голи | Примітки |
| ---------- | --------- | --------- | --------- | -------- | ---------------- | ---- | -------- |
| 02/07/1922 | Бохум     | Німеччина | 0 – 0     | Угорщина | товариський матч | -    |          |
| 13/07/1922 | Гельсінкі | Фінляндія | 1 – 5     | Угорщина | товариський матч | 2    |          |
| Усього     |           | Матчів    | 2         |          | Голів            | 2    |          |

## Тренер і менеджер
У 1931 році Ерне Шварц став засновником футбольного клубу «Нью-Йорк Американс», будучи одночасно власником, гравцем і тренером. Рівень американської ліги почав падати і у 1932 році змагання припинилось. Шварц став одним з ініціаторів створення нової ліги під тією ж назвою, але з оновленим складом учасників. Під його керівництвом клуб спочатку двічі був срібним призером чемпіонату у 1934 і 1935 роках, а у 1936 році команда стала чемпіоном. Ще через рік у 1937 році «Нью-Йорк Американс» стали володарями національного кубку.
Рівень американського футболу стрімко падав, на матчі приходило зовсім мало уболівальників, більшість з яких представляли різні національні общини: єврейську, італійську, португальську, українську та інші. Шварц як міг намагався запобігти цьому процесу: продавав квитки на матчі, пропагував свою команду, у 1940-х — 1950-х організовував турне для англійських команд, серед яких були «Ліверпуль» і «Манчестер Юнайтед». У 1947 році Шварц став віце-президентом американської футбольної ліги.
1953 року став головним тренером команди США, тренував збірну США два роки. У 1957 році займав посаду менеджера футбольної ліги по бізнесу. У 1960 році став віце-президентом та генеральним директором Міжнародної футбольної ліги соккеру.
У 1951 році був включений у Національний футбольний зал слави США. Помер 19 липня 1974 року на 70-му році життя у місті Нью-Йорк.

## Титули і досягнення
- Володар кубка Угорщини (1):

«Ференцварош»: 1921–1922
- Чемпіон Австрії (1):

«Хакоах» (Відень): 1924–1925
- Чемпіон США (1):

Нью-Йорк Американс: 1936
- Володар кубка США (2):

«Нью-Йорк Хакоах»: 1929
«Нью-Йорк Американс»: 1937